# Join Me in Death
Join Me in Death (o Join Me) è un singolo del gruppo musicale finlandese HIM, pubblicato nel 1999 ed estratto dall'album Razorblade Romance.

## Tracce
- CD

1. Join Me – 3:39
2. Join Me (13th Floor Mix) – 3:39
3. It's All Tears (Unplugged) – 3:48
4. Rebel Yell (live) – 5:12